# Osservatorio astronomico di Norimberga
Il Regiomontanus-Sternwarte Nürnberg (in italiano: osservatorio astronomico regiomontano di Norimberga) è un osservatorio astronomico, finalizzato primariamente all'insegnamento pubblico dell'astronomia.
Esso si trova in corrispondenza del secondo punto più elevato dell'area metropolitana di Norimberga, il Rechenberg, nel quartiere di St. Jobst (circa 338 mslm).
Tutte le attività dell'osservatorio sono organizzate da volontari della Associazione astronomica di Norimberga (Nürnberger Astronomische Arbeitsgemeinschaft, NAA).  
Per tutto l'anno la gamma delle attività comprendono lezioni, riunioni serali della NAA, visite guidate con osservazioni e numerosi eventi speciali.

## Storia
Già nel XV secolo, lo studioso Johannes Müller, noto con il nome di Regiomontano dal nome in latino del suo luogo di origine Königsberg in Bayern, osservava il cielo stellato da Norimberga.
Questo può essere considerato il principio dell'osservatorio astronomico di Norimberga.
Comunque questo piccolo osservatorio privato non ha alcun legame con l'attuale osservatorio, anche se questo reca il nome di Regiomontano in suo onore.
Tra il 1678 e il 1757 a Norimberga esistette l'osservatorio astronomico di Eimmart, ubicato sul bastione della porta occidentale del Castello di Norimberga.
A partire dal 1931, sul Rechenberg sorge l'attuale osservatorio.
Esso fu progettato dall'architetto Paul Seegy e oggi è un monumento tutelato.
Dopo la seconda guerra mondiale fu gravemente danneggiato dai saccheggi compiuti dalla popolazione e, successivamente riparato, appartiene alle istituzioni culturali stabili di Norimberga.
Nel 2004, l'osservatorio fu ristrutturato a spese del Rotary Club di Norimberga e, allo stesso tempo, furono acquistati anche un nuovo telescopio principale da 60 cm di apertura e altri nuovi dispositivi tecnologici.
Inoltre, la biblioteca fu ampliata.
In questa occasione, all'asteroide numero UAI-3825 fu assegnato il nome di "Nürnberg".

## L'istituzione e i programmi attuali
L'osservatorio astronomico di Norimberga ha diverse modalità per introdurre i visitatori al cielo stellato.
Con il supporto di modelli, filmati e simulazioni con il computer si spiegano i processi astronomici e fisici dell'Universo.
Nella sala delle conferenze ogni mese si tengono conferenze riguardanti temi astronomici e durante le visite guidate vi vengono mostrati presentazioni e filmati.
In condizioni di tempo sereno, dalla terrazza si possono effettuare osservazioni di vari oggetti celesti grazie a più telescopi.
All'interno della cupola si trova il grande telescopio principale dell'osservatorio, che è utilizzato anche a scopo di ricerca.
Con oltre 50 eventi all'anno, la NAA propone un ricco ed attraente programma presso l'osservatorio Regiomontano.